# Jaroslav Skála
Jaroslav Skála, né le 27 mai 1954 à Plzeň, en Tchécoslovaquie, est un ancien joueur tchécoslovaque de basket-ball. Il évolue durant sa carrière au poste de pivot.

## Palmarès
- 3e du championnat d'Europe 1981
- Finaliste du championnat d'Europe 1985